# 야마나시 방송

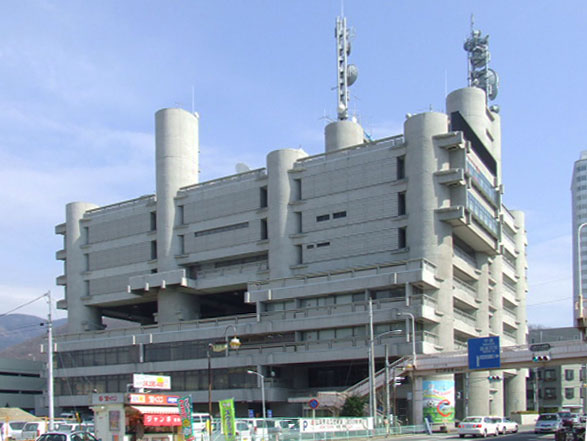
야마나시 문화회관

야마나시 방송(일본어: 山梨放送 야마나시호소[*], Yamanashi Broadcasting System Inc.)은 야마나시현 최초의 민영 방송국으로 라디오 방송국은 1954년 7월 1일, 텔레비전 방송국은 1959년 12월 20일에 개국했다.
약칭은 YBS, 라디오 콜사인은 JOJF, 텔레비전 콜사인은 JOJF-DTV이다.

## 개요
- 텔레비전·라디오 방송을 겸영하며 현역 신문사인 야마나시 일일 신문 외에 다른 회사와 함께 「산니치 YBS그룹」을 형성하고 있다. 야마나시 일일 신문의 TV 프로란에서는 YBS의 프로그램 표를 노란색 바탕으로 게재하고 있다.[1]
- 라디오는 JRN와 NRN 크로스 네트워크, 텔레비전은 니혼TV(NNN·NNS) 계열이다.
- 시즈오카 방송(SBS, JNN계)과도 자본 관계가 있다(SBS가 YBS의 주요 주주).
이는 산니치 YBS그룹의 오너가시즈오카 신문의 오너와 인척관계에 있기 때문에 성립된 관계며 양 방송국이 제작한 텔레비전 프로그램은 네트워크 계열 문제가 있기 때문에 같이 방송하는 프로그램은 민간방송 교육협회의 프로그램 밖에 없다.[2] 하지만 라디오는 네트워크가 동일하기 때문에 문제 없이 상호 방송을 실시할 수 있다.

## 역사
- 1954년 7월 1일 일본 34번째 (미야자키 방송과 같은 날)에 라디오 야마나시로 개국한다.
- 1959년 12월 20일 지상파 아날로그 텔레비전 방송을 개시한다.
- 1961년 9월 1일 야마나시방송으로 개명.
- 1964년 10월 1일 텔레비전 컬러방송 개시.
- 1966년 10월 21일 본사를 야마나시 문화회관에 이전한다.
- 2004년 2월 2일 후지요시다국의 라디오 주파수(JOJL 1062 kHz)가 변경되면서 동일 주파수 방송이 된다.
- 2006년 1월 16일 지상파 디지털 텔레비전 방송 시험 전파를 처음으로 발사한다.
- 2006년 4월 10일 지상 디지털 방송의 서비스 방송을 개시한다.(하이비전방송만)
- 2006년 7월 1일 지상 디지털 방송의 본방송을 개시한다.(하이비전·원세그 동시)
- 2011년 7월 24일 아날로그 방송의 본방송이 종료되고, 다음 날 자정을 기해 완전히 종료된다.

## 라디오

### 개요
※24시간 방송 실시는 1970년대 후반부터 1981년경까지 한동안 행해지고 있었지만, 그 후 일시 중단되어 방송 시간은 오전 5시(후에는 오전 4시 반)부터 새벽 12시 40분(후에 새벽1시 반)으로 단축되었다.1990년대 들어 평일은 심야3시까지 연장, 그리고 1995년에 철야 방송이 되었으나 현재도 일요일 심야 1시부터 월요일 오전 4시까지는 방송을 정파한다.

### 라디오 주파수
2004년 3월 31일부터 동일 주파수 방송을 실시.
| 방송국·중계국            | 콜사인 | 주파수  | 출력 | 비고                                               |
| ------------------------ | ------ | ------- | ---- | -------------------------------------------------- |
| 고후 방송국              | JOJF   | 765kHz  | 5kW  |                                                    |
| 고후 FM 보완중계국       | -      | 90.9Hz  | 1kW  |                                                    |
| 후지요시다 중계국        | -      | 765kHz  | 1kW  | 콜사인 JOJL이 있었으나 폐지. 2004년 2월 출력 증력. |
| 오쓰키·우에노하라 중계국 | -      | 765kHz  | 1kW  | 1998년 2월 정식 운용 시작, 2004년 2월 출력 증력.   |
| 미츠토게 FM 보완중계국   | -      | 90.9MHz | 100W |                                                    |
| 미노부 FM 보완중계국     | -      | 90.9MHz | 100W |                                                    |

## 방송 경향
- 야마나시 현은 민영 방송국이 2개밖에 없지만 케이블 텔레비전을 통해서 5대 네트워크 방송국을 모두 시청 할 수 있는 시청자가 많다. 그 때문에, 야마나시 방송은 골든·시청률 최고 시간대의 네트워크 프로그램은 모두 니혼TV 계열로 통일하여 완전가맹국과 같은 편성을 취하고 있는데 이는 민영방송국이 2개밖에 없는 지역에서는 이례적인 편성이다. 하지만 일본 방송법상 2개의 방송국만 존재하는 지역의 비완전가맹국이라 일부시간대의 니혼TV 프로그램은 방송하지 못한다.[3]
- 그 외 니혼TV계 방송국이 많이 방송하던 요미우리 신문 뉴스도 YBS에서는 방영하지 않았고 TV 야마나시로 프로그램 판매 라는 형태로 방송되었는데 YBS가 야마나시 일일 신문 직영 텔레비전국으로 여겨져 요미우리 신문이 주주인 UTY로 방송되었던 것이다.덧붙이면 UTY는 방송국 내의 신문 자본 구성이 아사히, 요미우리 중심으로 이루어져 있다.

## 제작 프로그램
- YBS 뉴스(YBSニュース)
- 테테테!TV(ててて!TV)
- VENT!밥(VENT!めし)
- YBS 와이드 뉴스(YBSワイドニュース)
- 두근두근 야마나시(わくドキやまなし)
- 야마나시 마르셰(山梨マルシェ)
- 후지산록일기(富士山麓日記)
- 야마나시 스피리츠(山梨スピリッツ)

## 방송원
- 사쿠라이 카즈아키(1995-)
- 사카이 야스타카(1997-)
- 요시오카 히데키(2001-)
- 운노 키에(2011-)
- 이즈미 요시하루(2011-)
- 무라카미 유키마사(2014-)
- 미즈코시 치히로(2015-)
- 고마츠 치에(2019-)
- 모리타 에미(2019-)
- 아라키 미호(2019-)
- 다나카 치히로(2019-)
- 후카다 모토키(2019-)
- 오카모토 모모카(2020-)

## 현내 방송국
- NHK 고후 방송국
- TV 야마나시(UTY)(도쿄 방송 계열)
- FM 후지(독립 라디오 방송국)